# Episodi di Go, Dog. Go! (prima stagione)
La prima stagione di Go, Dog. Go! negli USA è stata distribuita il 26 gennaio 2021 su Netflix.
In Italia è stata distribuita su Netflix dal 26 gennaio 2021.
| nº | Titolo italiano                         | Titolo inglese                | Prima TV USA    | Prima TV Italia |
| -- | --------------------------------------- | ----------------------------- | --------------- | --------------- |
| 1  | Benvenuti a Zampaland                   | Welcome to Pawston            | 26 gennaio 2021 | 26 gennaio 2021 |
| 1  | Il cane postino abbaia sempre due volte | Ruff Day on the Job           | 26 gennaio 2021 | 26 gennaio 2021 |
| 2  | Abbai nelle tenebre                     | Dark Park Bark Lark           | 26 gennaio 2021 | 26 gennaio 2021 |
| 2  | Piloti cadetti                          | The Fast and the Curious      | 26 gennaio 2021 | 26 gennaio 2021 |
| 3  | Stesso cane, nuovi trucchi              | Old Dog, New Tricks           | 26 gennaio 2021 | 26 gennaio 2021 |
| 3  | Pisolini e riposini                     | Snoozie-Hullabaloozie         | 26 gennaio 2021 | 26 gennaio 2021 |
| 4  | Forza, show, forza                      | Show Dog, Show                | 26 gennaio 2021 | 26 gennaio 2021 |
| 4  | La chiave della vittoria                | Keys to Victory               | 26 gennaio 2021 | 26 gennaio 2021 |
| 5  | Cuccioli e dolcetti                     | Pupcakes                      | 26 gennaio 2021 | 26 gennaio 2021 |
| 5  | Disastri e divertimenti                 | Stink or Swim                 | 26 gennaio 2021 | 26 gennaio 2021 |
| 6  | Palline per tutti                       | A Ball for All                | 26 gennaio 2021 | 26 gennaio 2021 |
| 7  | Il giorno del campanello                | Ding Dong Day                 | 26 gennaio 2021 | 26 gennaio 2021 |
| 7  | La grande sfida                         | Grand Sam                     | 26 gennaio 2021 | 26 gennaio 2021 |
| 8  | Il giorno del pollo                     | Clucky Day                    | 26 gennaio 2021 | 26 gennaio 2021 |
| 8  | Portami al gioco del riporto            | Take Me Out to the Fetch Game | 26 gennaio 2021 | 26 gennaio 2021 |
| 9  | Abbaiare nel modo giusto                | Dog the Right Thing           | 26 gennaio 2021 | 26 gennaio 2021 |